# Angelo Negri (Regisseur)
Angelo Negri war ein italienischer Dokumentarfilmer und Fernsehregisseur.
Negri realisierte mit Ugo Lazzari und Eros Macchi die abendfüllende Dokumentation Questo nostro mondo im Jahr 1957, die die Zuschauer nach Afrika, Südamerika und Asien führte. Daneben war er für zahlreiche Fernsehberichte, Dokumentarfilme und Reportagen zuständig; er arbeitete u. a. für die lange Jahre erfolgreiche Sendung Carosello.

## Filmografie
- 1957: Wundervolle bunte Welt (Questo nostro mondo)